# الدين في بولندا
الدين في بولندا بحسب مسح "المشهد الديني العالمي" لمركز بيو للأبحاث, 2012
تعد المسيحية هي أكبر ديانة في بولندا بنسبه 93% من سكان تعتبر أحد أكثر دول الاروبية تديناً رغم الاحتلال شيوعي. ينقسم مسيحيون إلى 92 % كاثوليك ما يقارب من 34 مليون وبروتستانت 0.4 وطوائف وأديان أخرى 1.4% وحسب دراسات 2011. حسب دراسات غلوب 2010 أعرب سكان بولندا عن اعتقاداتهم
- 93% من السكان يؤمنون بوجود الله أو وجود إله أو روح عُلوية.
- 5% من السكان لا يؤمنون بوجود الله أو وجود إله أو روح عُلوية.

ويتبع مُعظم البولنديون المسيحية الكاثوليكية، إذ يُشكل أتباع الكنيسة الرومانية الكاثوليكية حوالي 95% من السُكان، أي 35 مليون نسمة. وعلى الرغم من أن أغلبهم لا يذهب إلي الكنيسة أو يشارك في الطقوس الدينية، إلا أنهم يشاركون في المناسبات الدينية الكُبري. والكنيسة الرومانية الكاثوليكية تدير العديد من المنظمات الثقافية والرياضية من خلال أبرشياتها في المدن الصغيرة والمناطق الريفية. ويوجد أيضاً تواجد ملحوظ لكنيسة الأرمن الكاثوليك، والكنيسة الأوكرانية الكاثوليكية. وتنتشر الكنيسة البولندية الأرثوذكسية في المناطق الشرقية ببولندا، ويتبعها نصف مليون بولندي. وتتواجد عدد من الطوائف البروتستانتية أهمها الطائفة الخمسينية والإنجيلية، ويبلغ أتباع الكنيستين مئة ألف 100,000 بولندي، مع وجود طوائف أخرى مثل الأدفنسنت، وأتباع الطائفة الميثودية. وينتمي عدد من البولنديين إلي طائفة شهود يهوه، ويبلغ تعدادهم 129 ألفاً.
كان لليهود تواجداً كبيراً قبل الحرب العالمية الثانية والاحتلال الألماني النازي لبولندا. وقد كان تعدادهم يصل ل3 مليون يهودي بولندي يسكنون شرق بولندا، وتناقصت أعدادهم بشكلِ كبير بسبب جرائم النازية تجاههم، كما هاجر عدد كبير من اليهود إلى بلدان أخرى، كالولايات المتحدة وإسرائيل الناشئة في ذلك الزمن، ويبلغ تعدادهم الآن 25,000 ألف نسمة. ويُعد التجمع اليهودي القديم في بولندا من أهم التجمعات اليهودية التاريخية في العالم. اليوم، يُشَكِل اليهود نِسبَة 1% من السكان مع المُسلمين.
وصل الإسلام مع قدوم التتار في القرن 14. ارتبط الإسلام في بولندا تاريخياً بالتتار. وفي الفترة ما بين القرن ال16 وال18، وصل تعداد المسلمين التتار ل15,000، ومُنِحوا حق البقاء على دينهم من قِبَل الكومونولث البولندي الليتواني، وحصلوا على حق الزواج من النساء البولنديات الكاثوليكيات والأرثوذكسيات، كما حصلوا على حق التمثيل القانوني أمام حكومة الكومونولث في ذلك الزمان. وقد اندمج المسلمون التتار في المجتمع البولندي بشكلِِ جيد مع مرور الزمن.وفي العصر الحديث بدايةً من العام 1970، تزايد عدد المسلمين القادمين من الدول العربية في الشرق الأوسط وشمال أفريقيا الذين أتوا من بلاد ذات أنظمة اشتراكية كطُلاب عِلم، وتزايد عدد البولنديين الأصليين الذين اعتنقوا الإسلام في فترة السبعينيات والثمانينات. بسقوط الشيوعية عام 1989، إزداد عدد المسلمين المهاجرين من تركيا ويوغوسلافيا السابقة، بالإضافة لمهاجرين قادمين من أفغانستان وباكستان وعدد من اللاجئين الشيشانيين بأعداد صغيرة. وتوجد أقلية من المسلمين الشيعة قادمين هُم من إيران والعراق ولبنان والبحرين وباكستان، وليس لديهم مسجداً خاصاً بهم.

## معرض الصور

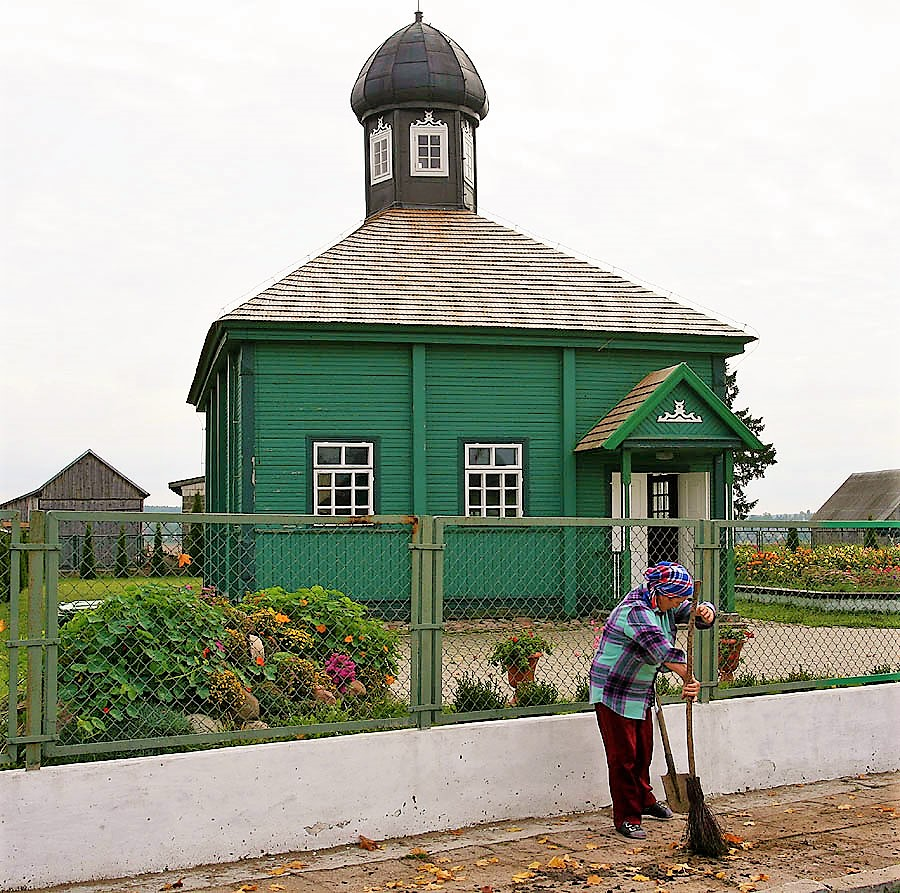
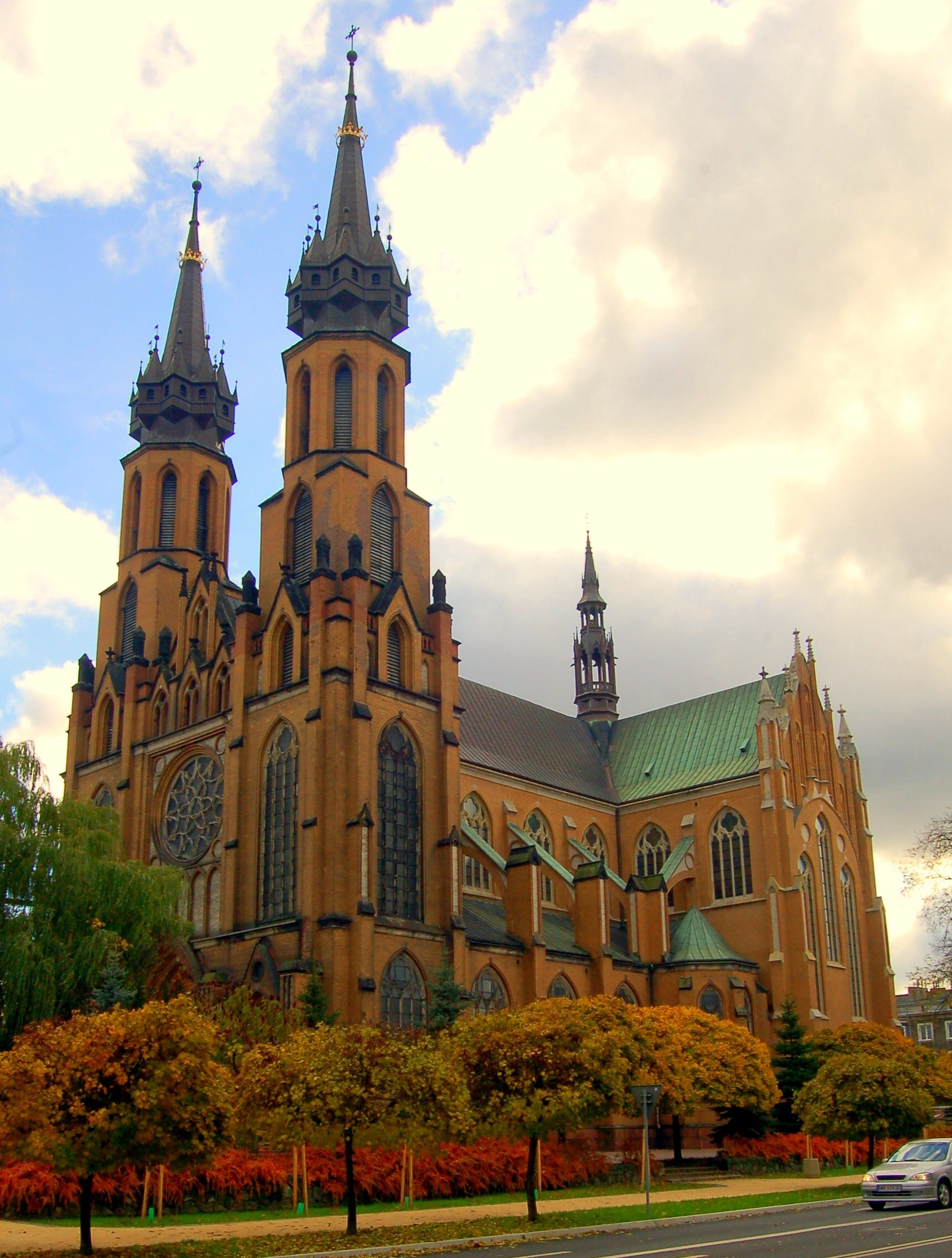
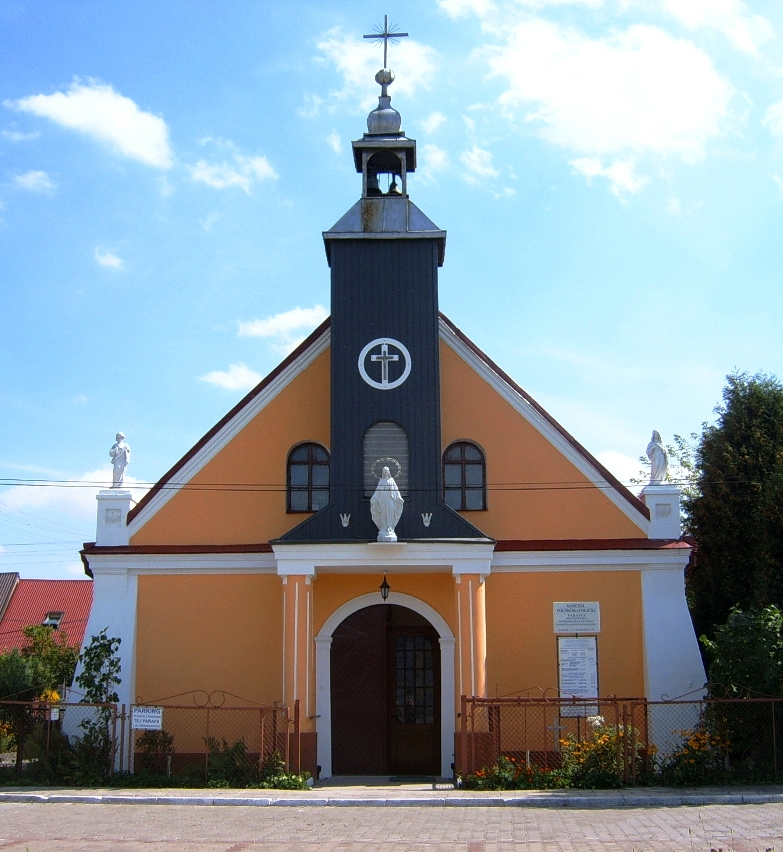
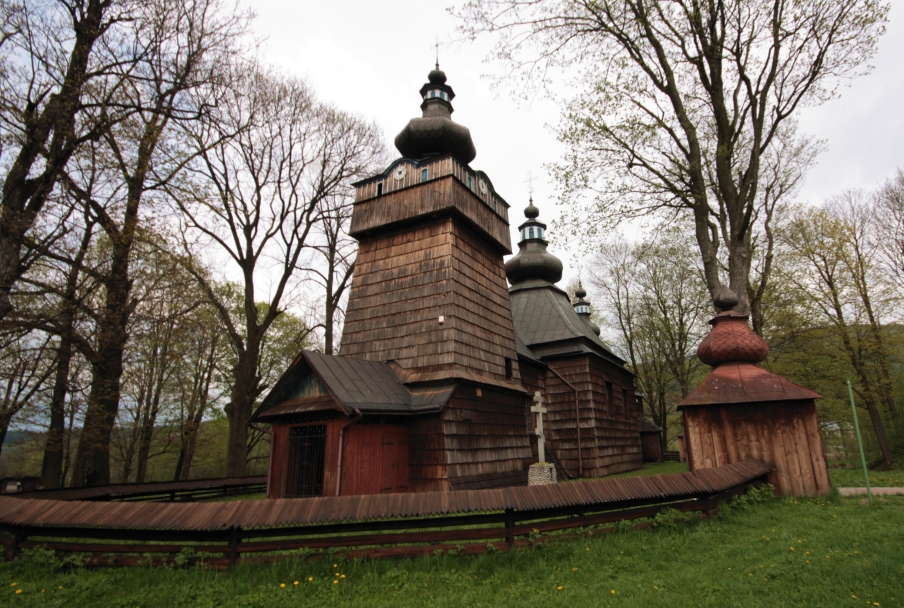
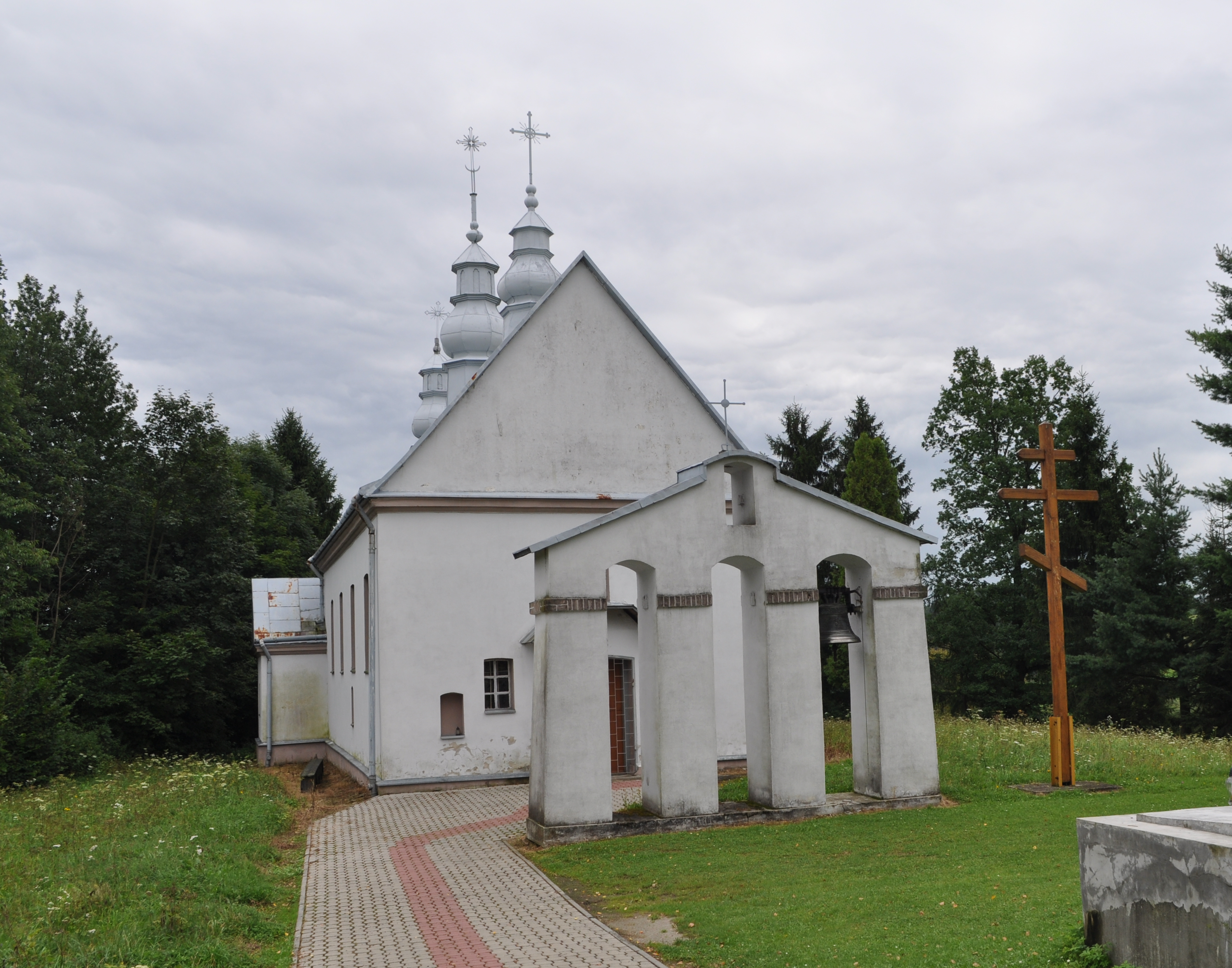
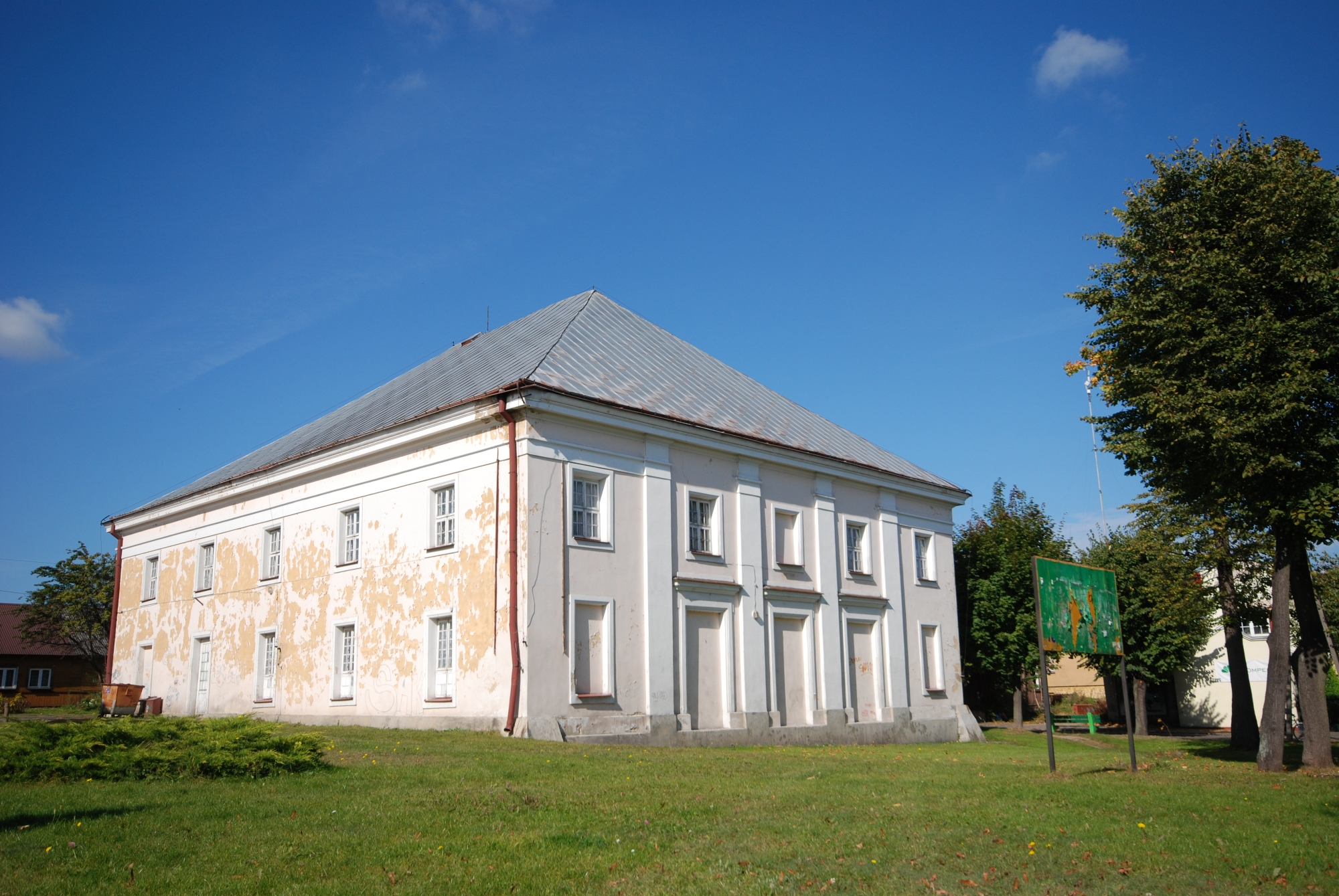
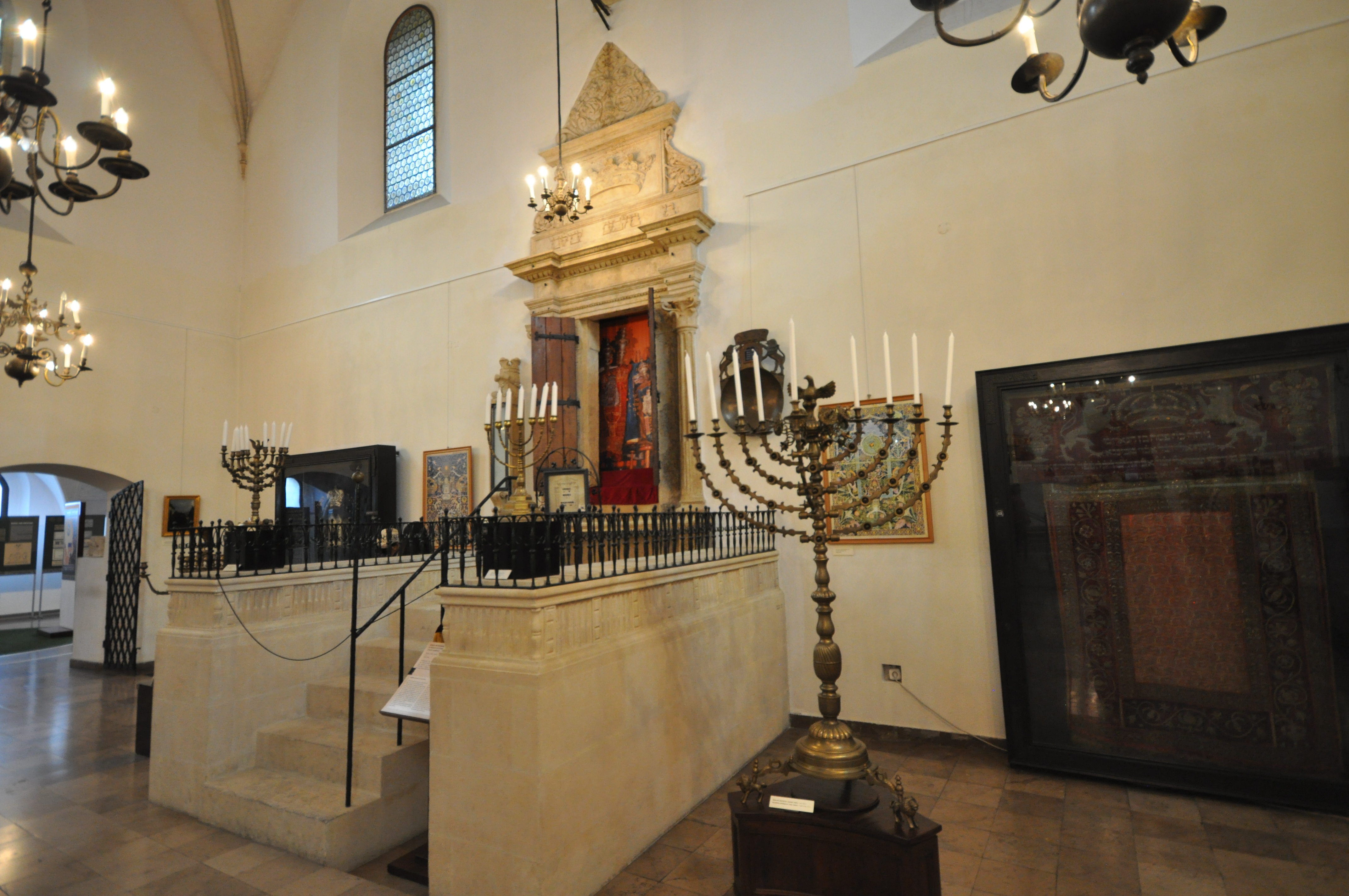
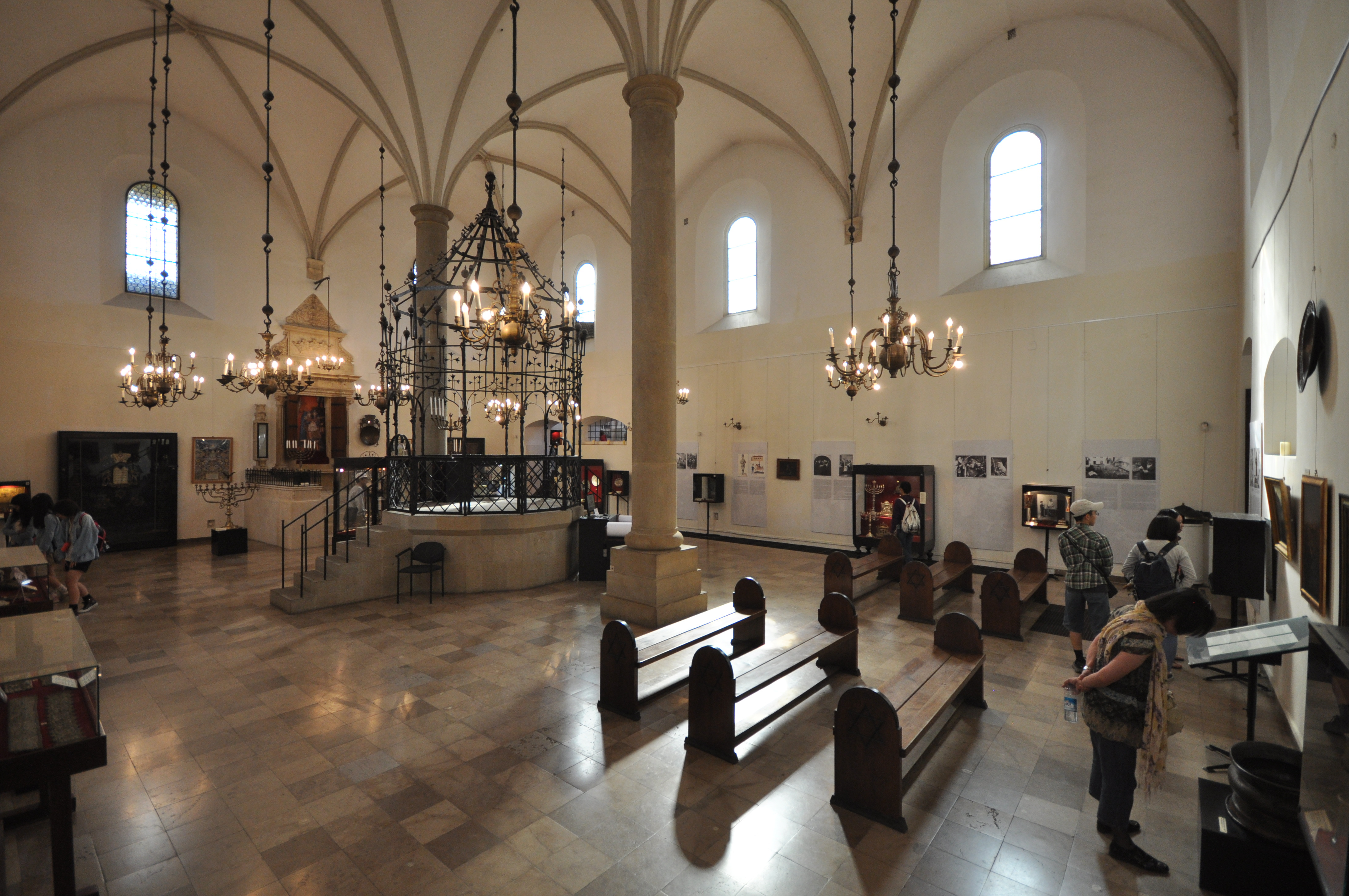
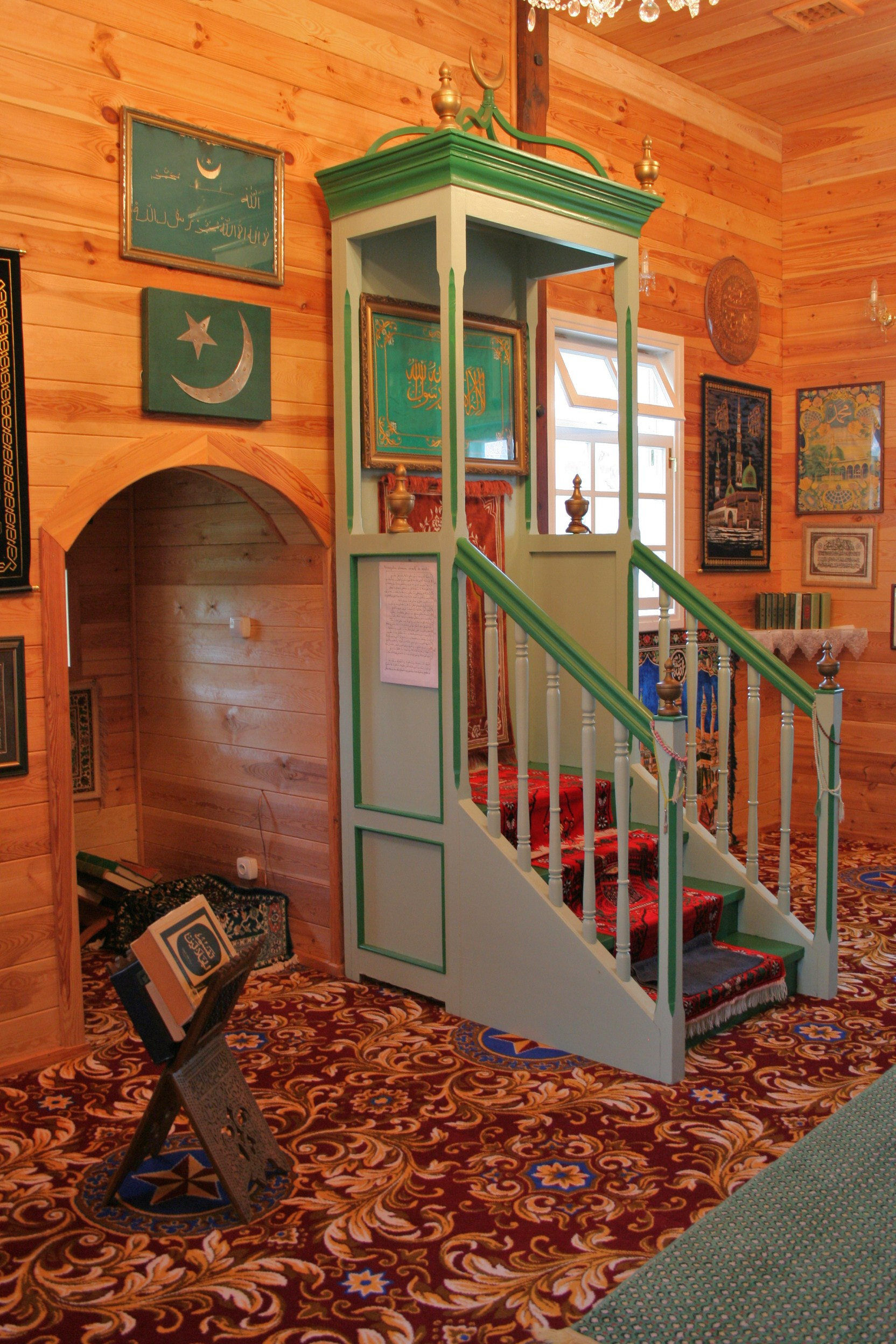
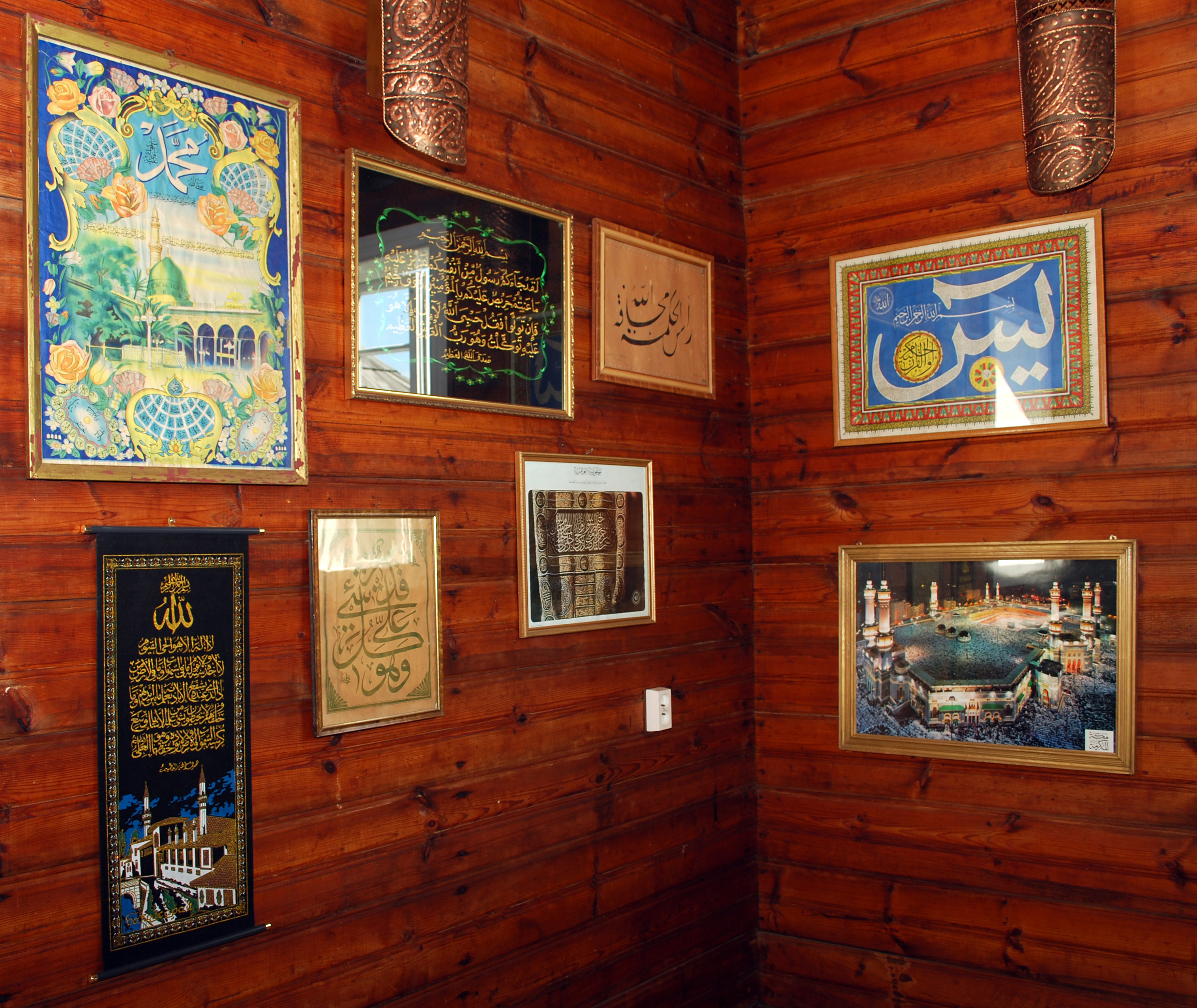